# Matcha

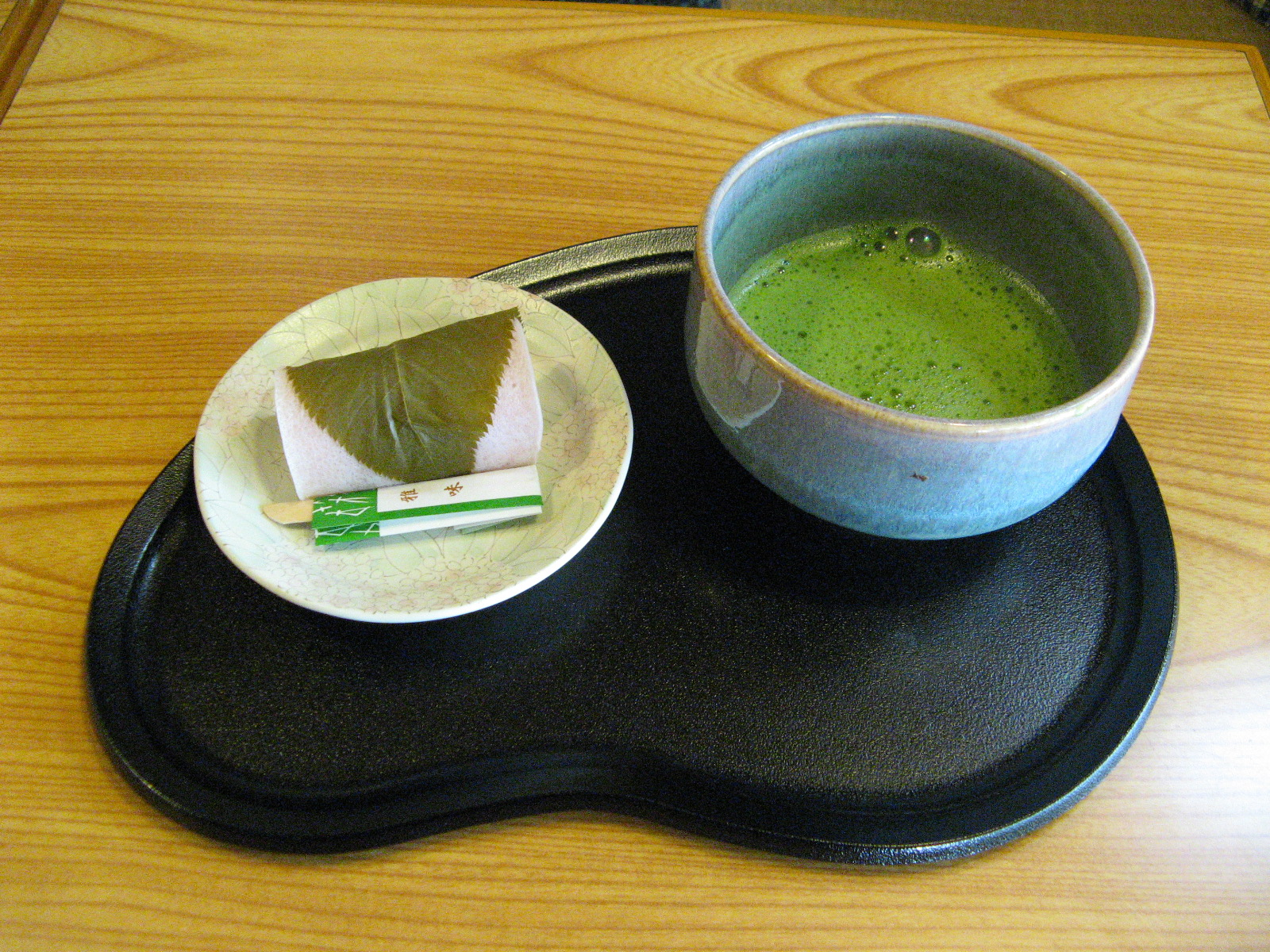
Kopje met matcha geserveerd met een wagashi (sakuramochi)

Matcha is een groene thee uit Japan, maar de geschiedenis ervan begint in China. Tijdens de Song-dynastie (960-1279) was het populair om poedervormige thee te maken van gestoomde en gedroogde theebladeren. Hierbij werden het theepoeder en heet water bij elkaar geklopt.  Zenboeddhisten uit Japan kwamen tijdens hun reizen door China in aanraking met matcha. Daarna hebben de boeddhisten hun eigen tradities en productiemethoden ontwikkeld. De theeplanten die gebruikt worden voor matcha worden ongeveer een drietal weken voor het oogsten in de schaduw geplaatst. Om af te dekken worden meestal matten of zeilen gebruikt. Omdat de plant in de schaduw wordt geplaatst produceert de Camellia sinensis meer L-theanine en cafeïne. De combinatie van beide stoffen zou verantwoordelijk zijn voor het rustgevende gevoel dat matchadrinkers ervaren.
Matcha is een poedervormige thee en wordt dan ook anders genuttigd dan thee met losse bladeren of theezakjes. Het poeder wordt snel opgelost in een vloeistof zoals water of melk.
Matcha komt vaak terug in de traditionele Japanse theeceremoniën. Het wordt dan traditioneel geserveerd met een wagashi (Japanse zoetwaren). Er wordt veel aandacht besteed aan de voorbereiding, het serveren en het drinken van de thee. Hierbij wordt het poeder met water van 60 tot 70 °C opgeklopt tot een schuimige groene vloeistof. Afhankelijk van de kwaliteit van de thee is deze vloeistof dikker of vloeibaarder, maar langer opkloppen dan 30 seconden maakt de drank te bitter. Het is een exclusief drankje, wat bitter van smaak en bijzonder rijk aan aminozuren, vitaminen en mineralen. Ook bevat het, zoals veel theevarianten, cafeïne.
Vandaag de dag wordt matcha ook gebruikt als smaakmaker bij onder andere soba-noedels, ijs en matcha lattes.

## Geschiedenis
Gedurende de Tang-dynastie (618-907) in China werden theebladeren gestoomd en vervolgens in blokjes verwerkt om te verhandelen en op te slaan. De thee werd geroosterd en vervolgens verpulverd. Dit poeder werd gekookt in heet water en er werd zout aan toegevoegd. Tijdens de Song-dynastie werd het theepoeder opgeklopt met warm water in een kom. Deze methode werd populair en is dat de dag van vandaag nog.
Zenboeddhisten vormden er een heel ritueel rond en Chon-monniken voegden daar in 1103 een etiquette aan toe, die tot op de dag van vandaag nog grotendeels gevolgd wordt in Japan.
In 1191 bracht de monnik Eisai, het zenboeddhisme en de Chinese methode om theepoeder te bereiden naar Japan. Hoewel het theepoeder een hele tijd amper werd gedronken in China, zijn de Chinezen ondertussen de grootste verbruikers van matcha-thee wereldwijd. Ook in Japan werd en wordt de thee nog steeds geconsumeerd in zenkloosters en groeide het uit tot een statussymbool bij de betere klasse tussen de 14de en de 16de eeuw.

## Productie
Matcha wordt gemaakt van in de schaduw geplaatste theeplantjes. Het proces begint een aantal weken voor het oogsten van de theeblaadjes. Ongeveer twintig dagen voor het oogsten worden de plantjes onttrokken aan het directe zonlicht en in de schaduw geplaatst. Dit vertraagt de groei en verhoogt de aanmaak van bladgroen. Het geeft de bladeren een donkerdere tint groen en de concentratie aan aminozuren neemt toe. Enkel de beste blaadjes worden met de hand geplukt en verwerkt in matcha. Na de oogst worden de bladeren te drogen gelegd en zullen ze ietwat verkruimelen. Vervolgens worden de bladeren van stengels en nerven ontdaan en verpulverd in een stenen vijzel.
Het verbrijzelen van de blaadjes is een traag proces, omdat de molenstenen niet te warm mogen worden. Anders kan het aroma verminderen. Het kan makkelijk een uur duren om 30 gram matcha te produceren. De smaak van de matcha wordt overheerst door de aminozuren. De beste matcha heeft meer zoetheid en een diepere smaak, dan de mindere soorten die later in het jaar worden geoogst of van onderaan de theeplantjes komen.

## Soorten matcha
Matcha kan onderverdeeld worden in drie verschillende kwaliteiten:  
Ceremoniële kwaliteitDeze soort heeft de hoogste kwaliteit en wordt gebruikt in ceremoniën en in boeddhistische tempels. Door de hoge kwaliteit heeft het een hoge kostprijs. Deze matcha bevat het hoogste percentage antioxidanten en het is hierdoor van belang om het op een juiste manier te maken.
Premium kwaliteitBij deze kwalitatieve thee worden de topjes van de theebladeren gebruikt. Deze thee zit vol antioxidanten, vitaminen en mineralen. De smaak is fris en subtiel.
Culinaire kwaliteitDeze variant is de goedkoopste. Deze matcha wordt verwerkt in gerechten. Deze variant is bitterder, omdat de bladeren die lager aan de theeplant groeien worden gebruikt.

## Invloedrijke factoren
Matcha is over het algemeen wat duurder dan andere thee, maar de prijs hangt af van de kwaliteit. Er hebben heel wat factoren invloed op de kwaliteit van de thee:
De plaats van het blad aan de theeplantWaar de blaadjes van de plant geplukt worden is essentieel voor de kwaliteit van de thee. De bovenste blaadjes zijn zacht en soepel. Dit zorgt voor een fijnere structuur en een hogere kwaliteit. Lagere blaadjes zijn vaak harder en geven minder kwaliteit. De bovenste blaadjes zijn beter omdat de plant de meeste voedingsstoffen naar de snelst groeiende blaadjes stuurt en deze bevinden zich aan de top.
De behandeling voor de verwerkingTraditioneel worden de blaadjes voornamelijk buiten gedroogd in de schaduw. Ze komen nooit in contact met direct zonlicht. Tegenwoordig gebeurt dit echter meer en meer binnen. Kwalitatieve matcha is helder groen als gevolg van deze manier van drogen.
Vermalen met steenZonder de juiste materialen en technieken, kan matcha snel dalen in kwaliteit. De speciale granieten molenstenen die gebruikt worden in Japan zorgen voor het beste resultaat.
OxidatieOok oxidatie vormt een belangrijke factor. Contact met zuurstof kan de kwaliteit nadelig beïnvloeden. Vaak oogt deze matcha bruiner en heeft deze een karakteristieke geur.

## Traditionele bereiding
Er zijn twee standaardmanieren om matcha te bereiden: dun en dik.
Voor het gebruik wordt matcha vaak door een zeef gehaald om de brokjes te verpulveren. Hier zijn specifieke zeefjes voor. Met een houten spatel wordt de thee door de zeef gedrukt, maar ook een kleine, zachte steen kan boven op de zeef geplaatst worden om er vervolgens zachtjes mee te schudden. Als onderdeel van de Japanse theeceremonie zal de thee op een theekarretje geplaatst worden, ook wel bekend als chaki. Anders kan het onmiddellijk uit de zeef in een theekom gegoten worden.
Ongeveer twee tot vier gram matcha wordt door middel van een bamboe lepel of 1 theelepel met 60-80 ml warm water (70−85 °C) vermengd. Het water mag niet koken aangezien dit de smaak van de matcha bederft. Met een chasen (matchaklopper) wordt de matcha daarna in een zigzagbeweging in een traditionele Japanse chawan-kom geklopt, zodat er luchtbellen vrijkomen. Er mogen geen brokjes meer in de vloeistof overblijven en er mag geen thee vastkoeken aan de zijkanten van de kom.
Usucha of dunne thee, wordt meestal bereid met 1,75 gram matcha en 75 ml warm water. Dit kan opgeschuimd worden of niet, naar eigen wens. Deze thee is lichter, dunner en vaak ook bitterder.
Dikke thee of koicha vergt meer matcha. Om en nabij de 3,75 gram voor 40 ml water. Omdat het resultaat een stuk dikker is, moet er langer en trager geroerd worden, waardoor er geen schuim wordt geproduceerd. Deze dikkere matcha is vaak duurder en wordt gemaakt van oudere thee, die vaak milder en zoeter is. Deze thee wordt bijna uitsluitend gebruikt bij Japanse theeceremoniën.

## Andere gebruiken
Ook in voeding wordt matcha gebruikt. Sinds de opkomst van matcha in het begin van de 21e eeuw wordt het gebruikt als topping of smaakmaker in wagashi (Japanse zoetenwaren), bij ijs, chocolade, snoep en desserts, alsook in dranken zoals macha latte, smoothies en milkshakes.